# Aífe (Ciclo dell'Ulster)
Aífe (irlandese moderno Aoife /iːfʲə/) è un personaggio del Ciclo dell'Ulster nella mitologia irlandese. La sua storia appare nel Tochmarc Emire ("Il corteggiamento di Emer"), mentre la morte del figlio Connla è raccontata nel Aided Óenfir Aífe, entrambi preamboli al poema epico Táin Bó Cúailnge.
Figlia di Ardgeimm, è una guerriera, spesso in lotta con Scáthach, la maestra d'armi di Cú Chulainn. La sua patria è chiamata nei testi "Alpa", generalmente identificata con Alba, nome gaelico della Scozia. Vinta in duello da Cú Chulainn è costretta a fare pace con la rivale, ma anche a dare all'eroe un figlio, Connla. Quando Connla si reca in Irlanda per conoscere suo padre, Aífe lancia sul ragazzo diversi geasa: mai lasciare strada a persona vivente, ma morire piuttosto che essere costretto a fuggire; non rifiutare mai una sfida lanciata dal più grande eroe vivente, ma affrontarla con tutti i rischi, a costo della morte; non rivelare mai il suo nome per nessun motivo, anche se ciò dovesse costare la vita. Tutte queste raccomandazioni generano alla fine un malinteso fatale: padre e figlio si combattono ignari l'uno dell'altro e Connla ha la peggio.

## Influenza culturale
- La LÉ Aoife (P22), una nave della marina irlandese, prende il nome dal personaggio.
- Aoife è uno dei personaggi protagonisti della serie di romanzi di Michael Scott I segreti di Nicholas Flamel, l'immortale. Mondadori.